# 杯形开腹蛤
是海螂目开腹蛤科开腹蛤属的一种。主要分布于马来西亚、韩国、中国大陆、台湾，常栖息在浅海沙底、潮下带。